# Marino Zardini
Marino Zardini (Cortina d'Ampezzo, 17 giugno 1927 – Cortina d'Ampezzo, 9 aprile 2010) è stato un bobbista italiano, atleta ampezzano attivo negli anni cinquanta..

## Biografia
Partecipa alle Olimpiadi di Cortina d'Ampezzo nel 1956 ed ai Campionati mondiali di bob nel 1958 a Garmisch-Partenkirchen, classificandosi secondo con il bob a due e terzo con il quattro. È stato inoltre campione italiano nel 1957.
Nel 1947 apre una via sul Castelletto della Tofana con Eugenio Monti e lo scoiattolo Luigi Ghedina